# 431
Năm 431 là một năm trong lịch Julius.